# Chardal
Chardal ( خردل, DMG ḫardal) ist das arabische Wort für Senf. Das Senfkorn galt im arabischen Gewichtssystem als eine besonders kleine Masseneinheit. Nach al-Maqrīzī ist ein Senfkorn = 1/70 Habba, von denen 60 einem Silberdirham entsprachen. Hieraus schließt Walther Hinz auf ein Gewicht von 0,000707 Gramm für dieses Gewichtsmaß.
Nach anderen Angaben sind 6 Senfkörner = 1 Dschou (etwa 0,045 Gramm).

## Belege
1. ↑  al-Maqrīzī: Šuḏūr al-ʿuqūd fī ḏikr an-nuqūd. Istanbul 1298/1881. S. 8 (Digitalisat).